# إرنست أوغسطس الثالث دوق كمبرلاند وتافياديل
إرنست أغسطس ولي عهد هانوفر وولي عهد برونزويك ودوق كمبرلاند وتافياديل (بالألمانية: Ernst August Wilhelm Adolf Georg Friedrich)‏ (الاسم الكامل:إرنست أوغسطس وليام أدولفوس جورج فريدريك، 21 سبتمبر 1845 - 14 نوفمبر 1923) كان الابن الأكبر والوحيد لجورج الخامس ملك هانوفر وزوجته ماري ساكس التينبورغ.

## عن حياته
ولد الأمير إرنست في 21 سبتمبر 1845، في هانوفر، ألمانيا وكان الابن الأكبر والوحيد لجورج الخامس ملك هانوفر وزوجته ماري ساكس التينبورغ.

## وفاته
توفي الأمير إرنست في 14 نوفمبر 1923 في فيغموندين عن عمر يناهز 78 سنة.